# Erlenmeyer (balão)

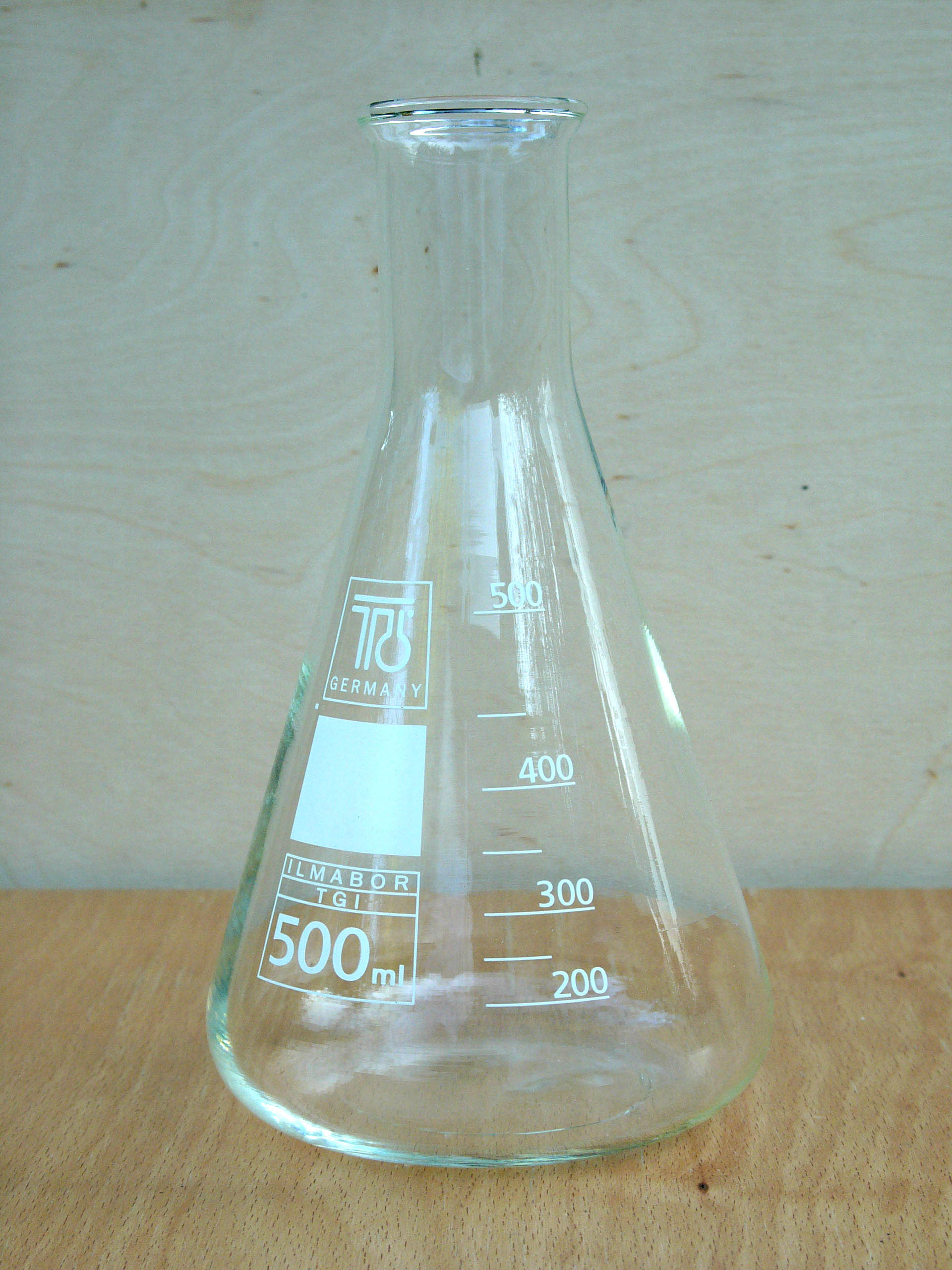
Balão de Erlenmeyer

O balão ou frasco de Erlenmeyer (em alemão: Erlenmeyerkolben) é um frasco em balão, usado como recipiente no laboratório, inventado pelo químico alemão Emil Erlenmeyer.
Feito de material de vidro, plástico, policarbonato transparente ou polipropileno transparente, é ideal para armazenar e misturar produtos e soluções, cultivo de organismos e tecidos e predominantemente usado em titulações.
Sua parede em forma de cone invertido evita que o líquido em seu interior espirre para fora, e facilita a lavagem com o solvente onde está se processando a titulação.
Apresenta variações de tamanhos de bocas, tampas de vidro esmerilhado e plástico e inclusive estrias em suas paredes para melhor homogeneização de soluções.